# Colias christina
Espèce
Colias christina est une espèce d'insectes lépidoptères (papillons) de la famille des Pieridae, de la sous-famille des Coliadinae et du genre Colias.

## Dénomination
Colias christina a été nommé par Edwards en 1863.

### Noms vernaculaires
Colias christina se nomme Christina Sulphur en anglais.

### Sous-espèces
- Colias christina  christina du Montana à la Colombie-Britannique et aux Territoires du Nord-Ouest.
- Colias christina astraea (Edwards, 1872) au Montana, Wyoming et en Utah[1].

## Description
Colias christina est un papillon de taille moyenne (son envergure varie de 35 à 45 mm). Le mâle est d'une couleur allant du jaune brillant dans la partie basale à l'orange. Le revers est verdâtre.
Les femelles sont jaune pâle, très rarement blanches avec une très étroite bordure foncée.

### Chenille
Les chenilles sont vertes ornées de raies longitudinales plus ou moins foncées.

## Biologie

### Période de vol et hivernation
Colias christina vole de mai à début septembre, en une seule génération.
Colias christina hiberne au dernier stade de la chenille.

### Plantes hôtes
La plante hôte de sa chenille est le sainfoin dont Hedysarum mackenzii.

## Écologie et distribution
Colias christina est présent dans le nord-ouest de l'Amérique du Nord, au Canada dans les Territoires du Nord-Ouest, le Manitoba, l'Alberta et la Colombie-Britannique et aux USA dans le Montana, le Wyoming, l'Utah, l'Idaho, de Dakota du Sud et l'état de Washington,.

### Biotope
Colias christina réside dans les prairies, les lisières de forêt au bord des routes.

### Protection
Pas de statut de protection particulier.